# 平田町 (山形県)
平田町（ひらたまち）は、かつて山形県飽海郡におかれていた町。2005年11月1日、酒田市および飽海郡八幡町・松山町と合併し、新しい酒田市の一部となったため廃止した。町の8割が森林であった。

## 地理
町の西部は庄内平野の平坦な水田地帯であり、人口が集中している。
そして東部には秋田県から一帯に続いている丘陵地が広がり、その丘陵地から西に向かって河川が流れ出し、最上川に合流している。
- 山：胎蔵山[2]
- 河川：最上川[2]、相沢川、田沢川
- 湖沼：与蔵沼
- ダム：田沢川ダム（庄内北部の市町に水を供給する多目的ダム）

### 面積
2004年10月時点
総面積：179.22 km2
- 農用地：17.07 km2
- 森林：145.98 km2
- 宅地：2.65 km2

### 隣接していた自治体
- 酒田市
- 飽海郡八幡町、松山町
- 東田川郡庄内町
- 最上郡真室川町、鮭川村、戸沢村

## 歴史
- 1954年（昭和29年）8月1日 - 田沢村、北俣村、南平田村が合併し、平田村発足[3]。同日南平田小学校で開庁式を実施[4]。
- 1956年（昭和31年）4月1日 - 余目町との境界を変更[5]。
- 1964年（昭和39年）8月1日 - 町制施行し平田町になる[6]。
- 1993年（平成5年）8月19日 - 酒田市との境界を変更[7]。
- 1995年（平成7年）4月14日 - 酒田市との境界を変更[7]。
- 1998年（平成10年）
  - 1月6日 - 一部の隣接自治体との境界を変更[7]。
  - 8月18日 - 酒田市との境界を変更[7]。
- 2005年（平成17年）11月1日 - 酒田市・飽海郡八幡町・松山町と新設合併し、改めて酒田市が発足。同日平田町廃止[8]。

## 行政

### 市町村合併
平田町は、酒田市と飽海郡4町（平田町・八幡町・松山町・遊佐町）が参加する「庄内北部地域合併協議会（法定協議会）」に参加していた。

### 町村長
- 渡部登八郎 - 初代村長・初代町長、1954年8月29日当選[10]。
- 荘司醇 - 1970年時点[11]
- 加藤寛英 - 最後の町長[12]。1994年就任[要出典]。

## 地名
町名・字名の出典：

### 旧田沢村
- 大字小林
- 大字田沢
- 大字楯山
- 大字西坂本
- 大字中野俣
- 大字山元

### 旧北俣村
- 大字北俣

### 旧南平田村
- 砂越緑町
- 大字砂越
- 大字飛鳥
- 大字石橋
- 大字泉興野
- 大字郡山
- 大字桜林
- 大字桜林興野
- 大字三之宮
- 大字天神堂
- 大字中野目
- 大字樽橋
- 大字堀野内
- 大字山楯
- 大字山谷
- 大字山谷新田

## 人口
- 人口：6,930人（2005年10月時点[14]）
  - うち65歳以上：2,005人
- 人口密度：39人/km2（2004年10月時点[1][15]）

2004年時点
- 出生数：51人/年
- 合計特殊出生率：1.87

## 産業
産業別の就業者数は、2000年時点では製造業が897人と最も多く、次にサービス業が754人となっていた。

### 農業
農産物の作付面積は、2004年時点では米が1,080ヘクタール（ha）と最も多く、次に柿が33 haとなっていた。

### 商業
商店数は2004年時点で79店、飲食店は2001年時点で19店あった。

### 特産品
- 庄内刺し子 - 「平田さしこの会」による再生の取り組みが行われている[21]。

## 教育
出典：

### 小学校
2004年度時点では、3校合わせた学級数は23組、児童数は395人であった。
- 南平田小学校
- 田沢小学校
- 東陽小学校

### 中学校
- 飛鳥中学校 - 2004年度時点の学級数は9組、生徒数：は225人であった[24]。

## 交通

### 鉄道路線
- 東日本旅客鉄道（JR東日本）
  - 羽越本線：砂越駅

### 道路
- 高速道路

- 一般国道
  - 国道345号
- 都道府県道
  - 主要地方道
    - 山形県道40号酒田松山線

## 名所・旧跡・観光スポット・祭事・催事
- 砂越城跡本丸公園[2]
- 十二滝[2]
- 小林温泉[2]
- 小林不動杉[2]

## 出身有名人
- 二代目玉川福太郎（本名：佐藤忠士） - 浪曲師
- 小松原久治 - 造幣局研究所所長、工学博士
- 新田嘉一 - 平田牧場会長、平田町名誉町民（現：酒田市名誉市民）
- 池田拓